# У Бога свои планы
«У Бога свои планы» — российский телефильм 2012 года режиссёра Дмитрия Тюрина в жанре социальной драмы. Главные роли исполняют Елена Захарова и Дмитрий Орлов. Премьера состоялась 18 ноября 2012 года на украинском канале «Интер», на российском телевидении был впервые показан 20 февраля 2014 по Первому каналу. Сюжет построен на истории суррогатной матери, которой движет желание разыскать рождённых ею детей.

## Сюжет
Главная героиня, Настя Светлова — бывшая детдомовка, которая в течение 15 лет зарабатывала на жизнь суррогатным материнством. Вынашивая пятого ребёнка, начинает задумываться о рождении своего. Однако во время родов получает травму, в результате которой больше не может иметь детей. Узнав об этом, пытается покончить с собою, но не находит сил, после чего ищет через Интернет напарника для самоубийства. Она прибывает на мост к молодому человеку по имени Антон, который говорит ей, что не хочет жить после смерти жены. В завязавшемся разговоре Антон отговаривает Настю расставаться с жизнью и подсказывает идею разыскать рождённых ею детей.
Настя выкрадывает из больницы информацию о детях и вместе с Антоном они следуют по адресам. Попутно зритель выясняет, что Антон – журналист, вступивший в отношения с Настей для репортажа.
Встреча с 15-летней дочерью Мариной прерывается прибывшей матерью, которая узнаёт Настю и вызывает на серьёзный разговор. Дочь подслушивает их и закатывает скандал. Настя убегает в слезах. 
На следующий день Антон и Настя прибывают в ледовый дворец  и наблюдают за хоккейной тренировкой 12-летнего сына Кирилла. После незнакомый Насте мужчина пытается посадить мальчика в машину; та вмешивается и пытается его остановить, охранник вызывает полицию. Прибежавшая мать готова вцепиться в Настю, но сдаёт её прибывшей полиции. В СИЗО следователь рассказывает Насте о статье 155 УК РФ. 
Проведя ночь в отделении, Настя выходит на свободу и просит Антона отвезти её домой. В дороге их машина равняется с машиной Алисы Фокс, но Настя не хочет разговаривать с ней. Водитель Алисы записывает номер машины. Вернувшись, Настя застаёт у квартиры мать третьей дочери, Зою, которая показывает фотографии ребёнка, рассказывает о её жизни и обещает рассказать об обстоятельствах её рождения после совершеннолетия. После её ухода Настя рыдает, Антон успокаивает её страстным поцелуем. 
Утром, после ночи в одной постели, Антон звонит шефу и сообщает, что репортажа не будет. После в квартиру врывается Алиса Фокс и рассказывает Насте, кем является Антон. Настя просит Антона уйти. 
Настя идёт по адресу четвёртого сына, но выясняет, что родители переехали в неизвестном направлении сразу после появления слухов о несамостоятельном рождении ребёнка; дворовые девочки передают ей записку неизвестного и убегают.  
Настя отправляется в свой родной детдом, где находит сына, живущего там после гибели родителей. Счастливая Настя выходит с ним на улицу и видит ждущего её Антона.

## В ролях
| Актёр               | Роль                                                                  |
| ------------------- | --------------------------------------------------------------------- |
| Елена Захарова      | Настя Светлова                                                        |
| Дмитрий Орлов       | Антон Ордынцев                                                        |
| Алёна Хмельницкая   | подруга Насти Алиса Фокс владелица модельного агентства               |
| Дмитрий Астрахан    | Олег Романович Назаров владелец клиники искусственного оплодотворения |
| Алёна Яковлева      | мама Марины                                                           |
| Кристина Кучеренко  | Марина                                                                |
| Евгения Дмитриева   | мама Кирилла                                                          |
| Максим Юдин         | Кирилл                                                                |
| Леонид Кутсар       | отчим Кирилла                                                         |
| Анна Банщикова      | Зоя                                                                   |
| Илария Гребенникова | Настя в детстве                                                       |

## Создание
По словам режиссёра Дмитрия Тюрина, он сначала сомневался в правильности упоминания Бога в названии будущего фильма, но после прочтения сценария понял, что  «лучшего названия быть не может».
Для Елены Захаровой эта роль стала первым появлением на экране после смерти дочери. По её собственным словам, она согласилась, не раздумывая, сомневаясь только в своей способности сыграть детдомовку, родившую пятерых детей. И создатели фильма, и сама актриса понимали, что эта роль поможет ей справиться с пережитой трагедией. По мнению психолога, актриса решила перенести свою жизненную трагедию на экран. 
Достаточно затруднительными для актрисы стали съёмки сцен на мосту Богдана Хмельницкого, куда её героиня по сценарию пришла с намерением самоубийства; да и сама мысль сыграть самоубийство верующей актрисе давались с трудом. 
Дмитрий Астрахан оказался на одной съёмочной площадке с Еленой Захаровой уже не в первый раз, однако раньше он выступал в качестве режиссёра. По словам акушера-консультанта, сцена родов, принимаемых актёром, выглядела слишком реалистично. 
Оригами, которыми увлекается Настя Светлова, актриса научилась складывать специально для фильма. 
Эпизоды детдомовского детства Насти предполагалось снимать в настоящем детском доме, но режиссёру не удалось найти в Москве подобного учреждения с советским интерьером, а забрать детдомовцев на киностудию никто не позволил. 
Съёмки завершились в конце марта 2012 года.

## Награды
Премьера фильма состоялась 14 сентября 2012 года в рамках XXI кинофестивале «Киношок» в Анапе, по итогам которого фильм был признан лучшим в категории телевизионных игровых фильмов.